# Liste der Städte in Washington
Diese Liste enthält Städte (also Verwaltungseinheiten, keine Census-designated places) im US-Bundesstaat Washington.

## A
- Aberdeen
- Airway Heights
- Algona
- Anacortes
- Arlington
- Auburn

## B
- Battle Ground
- Bellevue
- Bellingham
- Bingen
- Blaine
- Blakely Island
- Boundary
- Bremerton
- Brewster
- Bridgeport
- Brier
- Buckley
- Buena
- Burien
- Burlington

## C
- Camas
- Carbonado
- Carnation
- Cashmere
- Center Island
- Centralia
- Chehalis
- Chelan
- Cheney
- Clarkston
- Cle Elum
- Colbert
- Colfax
- Colville
- Concrete
- Connell
- Cosmopolis
- Coulee City
- Coulee Dam
- Coupeville
- Crane Island

## D
- Danville
- Darrington
- Davenport
- Dayton
- Deer Park
- Decatur Island
- Du Pont
- Duvall

## E
- Easton
- Eastsound
- Eatonville
- Edgewood
- Edmonds
- Electric City
- Ellensburg
- Ellsworth
- Elmer City
- Entiat
- Enumclaw
- Ephrata
- Everett
- Evergreen

## F
- Federal Way
- Felida
- Ferndale
- Fife
- Fisher
- Five Corners (Washington)
- Friday Harbor
- Frontier
- Forks

## G
- George
- Georgetown
- Gig Harbor
- Gleed
- Graham
- Grand Coulee
- Grandview
- Granite Falls
- Grays River

## H
- Hamilton
- Harrington
- Hazel Dell
- Highlands
- Hoquiam

## I
- Index
- Indianola
- Issaquah

## K
- Kalama
- Kelso
- Kenmore
- Kennewick
- Kent
- Kettle Falls
- Kirkland

## L
- La Conner
- Lacey
- Lake Forest Park
- Lake Stevens
- Langley
- Laurier
- Leavenworth
- Liberty Lake
- Longview
- Lyman
- Lynden
- Lynnwood

## M
- Malott
- Manchester
- Marysville
- Mattawa
- McMillin
- Medical Lake
- Mercer Island
- Metaline Falls
- Mll Creek
- Milton
- Mippon Express
- Monroe
- Montesano
- Moorlands
- Moses Lake
- Mountlake Terrace
- Mount Vernon
- Moxee

## N
- Naches
- Neah Bay
- Nespelem
- Nighthawk
- North Bend
- North City
- Northport

## O
- Oak Harbor
- Okanogan
- Olympia
- Omak
- Onalaska
- Orcas
- Orchards
- Oroville
- Orting
- Othello
- Otis Orchards

## P
- Palouse
- Parker
- Pasco
- Pateros
- Pomeroy
- Port Angeles
- Port Blakely
- Port Gamble
- Port Hadlock
- Port Ludlow
- Port Orchard
- Port Townsend
- Poulsbo
- Prescott
- Preston
- Prosser
- Pullman
- Puyallup

## Q
- Quillayute
- Quincy

## R
- Raymond
- Reardan
- Redmond
- Renton
- Richland
- Richmond Beach
- Richmond Highlands
- Ritzville
- Riverside
- Rockport
- Roosevelt
- Rosario
- Roslyn
- Roy
- Royal City
- Russell

## S
- SeaTac
- Seattle
- Sedro-Woolley
- Selah
- Sequim
- Shelton
- Shoreline
- Silverdale
- Skykomish
- Snohomish
- Soap Lake
- South Bend
- South Cle Elum
- South Prairie
- Spokane
- Spokane Valley
- Stanwood
- Starbuck
- Steilacoom
- St. John
- Sumas
- Sumner
- Sunnyside

## T
- Tacoma
- Tieton
- Toledo
- Tonasket
- Toppenish
- Tukwila
- Tumwater
- Twisp

## U
- Union Gap
- Usk

## V
- Vancouver

## W
- Waldron Island
- Walla Walla
- Wapato
- Warden
- Washougal
- Washtucna
- Wenatchee
- West Sound
- Westport
- White Salmon
- White Swan
- Wilkeson
- Wilson Creek
- Winlock
- Woodinville
- Woodland
- Woodway

## Y
- Yacolt
- Yakima

## Z
- Zillah